# Holorusia carmichaeli
Holorusia carmichaeli är en tvåvingeart som först beskrevs av Enrico Adelelmo Brunetti 1913.  Holorusia carmichaeli ingår i släktet Holorusia och familjen storharkrankar. Inga underarter finns listade i Catalogue of Life.